# Oreocnemis phoenix
Oreocnemis phoenix és una espècie d'odonat zigòpter de la família Platycnemididae.
Viu a les sabanes humides, pantans i fonts d'aigua dolça a 1.800-2.200 m d'altitud. És un endemisme del sud de Malawi.

## Estat de conservació
Es troba amenaçada per la pèrdua del seu hàbitat natural a causa de l'expansió agrícola, les extraccions mineres i el drenatge i la destrucció dels hàbitats pantanosos.